# Сухава
Сухава (Сухова, пол. Suchawa) — село на південному сході Польщі, у гміні Вирики Володавського повіту Люблінського воєводства. Населення — 329 осіб (2011). До кінця Другої світової війни більшість жителів села становили українці.

## Географія
Село розташоване у 8 км від адміністративного центру ґміни Вирики, в 11 км від адміністративного центру повіту міста Влодава, у 36,9 км від Холма та за 86 км від адміністративного центру воєводства міста Люблін.

## Історія

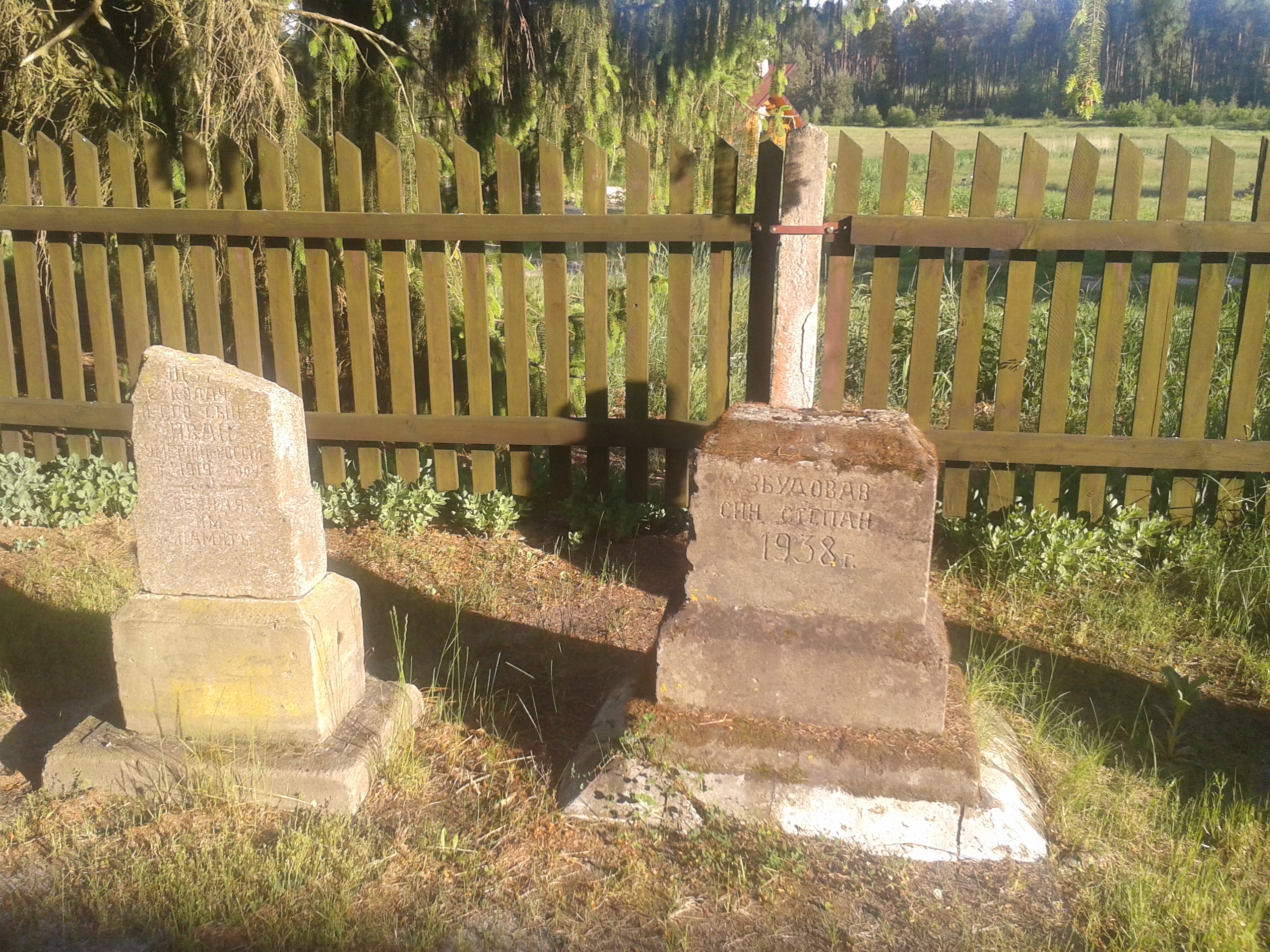
Старі українські надгробки на цвинтарі села

За даними етнографічної експедиції 1869—1870 років під керівництвом Павла Чубинського, у селі переважно проживали греко-католики, які розмовляли українською мовою.
У 1889 році в селі було 74 будинки та мешкала 571 особа.
У 1917—1918 роках в Сухаві діяла українська початкова школа.
У 1944 році поляками були знищені українські кооперативні організації в селі.
У першій половині квітня 1946 року польська банда пограбувала українських селян у Сухаві, забравши 11 коней з возами та 10 свиней. До 15 червня 1946 року українське населення села повністю переселене в Рівненську область України під час «обміну» населенням між ПНР та СРСР.
У 1975—1998 роках село належало до Холмського воєводства.

## Населення
Демографічна структура станом на 31 березня 2011 року:
|          | Загалом | Допрацездатний вік | Працездатний вік | Постпрацездатний вік |
| -------- | ------- | ------------------ | ---------------- | -------------------- |
| Чоловіки | 175     | 53                 | 110              | 12                   |
| Жінки    | 154     | 34                 | 96               | 24                   |
| Разом    | 329     | 87                 | 206              | 36                   |

## Культові споруди
Колишня мурована церква ікони Казанської Богородиці кінця XIX століття, нині — філія католицького Володавської парафії Пресвятого Серця Ісуса.
У 1923—1927 роках парафія у Сухаві налічувала 2098 парафіян, священиком був о. Михайло Волинський. Парафія належала до Володавського деканату, деканом був прот. Василь Бухало. Навіть після масового закриття українгських церков польською владою у 1915—1929 роках, на Холмщині та Підляшшю з довоєнних 378 залишилась 51 церква, у Сухаві церква продовжувала діяти.
Після депортації українців церква була закрита.

## Відомі люди
- Зінчук Микола Пилипович (1928—2014) — український політичний та громадський діяч, депутат Рівненської обласної ради, член Політради Народної Партії, Почесний академік Національної академії аграрних наук України.
- Хмельник Яцек (1953—2007) — польський актор.